# Disymmetrie
Disymmetrie, oder auch biradiale Symmetrie, zweistrahlig-symmetrisch, in Flora und Fauna bezeichnet die Aufteilbarkeit in paarweise spiegelbildlich gleiche Hälften im Falle einer Haupt- und einer Nebenachse. Es ist die untere Symmetrieebene gegenüber der oberen um 90 Grad versetzt. In der Pflanzenkunde ist das Symbol für Disymmetrie ein gestrecktes Kreuz: . Die bilaterale Symmetrie hingegen hat nur eine Symmetrieebene (monosymmetrisch) und wird als Zygomorph bezeichnet. Die Disymmetrie zählt wie die Radiärsymmetrie bei Blüten zu den aktinomorphen Formen, weil zwei oder mehr Symmetrieebenen vorhanden sind.
Sie liegt unter anderem bei Rippenquallen und den Blüten von Erdrauchgewächsen, Herzblumen und Kreuzblütlern vor.